# فريد دوفال
فريد دوفال (بالإنجليزية: Fred DuVal)‏ (و. 1954 – م) هو رجل أعمال من الولايات المتحدة الأمريكية .
وهو عضو في الحزب الديمقراطي الأمريكي .

## التعليم
تعلم في Occidental College.